# Sutter's Gold (rose)
'Sutter's Gold' est un cultivar de rosier hybride de thé conçu en Californie par le rosiériste américain Herbert Swim en 1950 aux Armstrong Nurseries.

## Présentation
'Sutter's Gold' doit son nom au chercheur d'or Johann August Sutter (originairement Suter), né à Berne (Suisse) le 28 février 1803 et mort le 18 juin 1880 à Washington, émigré aux États-Unis en 1834. Il colonise une partie de la Californie à partir de 1839 dans un territoire nommé « New Helvetia » qui se trouve dans la vallée de Sacramento. Quand de l'or y est trouvé en 1848, cela provoque la fameuse ruée vers l'or et le chaos qu'elle engendre. Son histoire a inspiré le film Sutter's Gold de James Cruze, sorti en 1936.
Ce rosier hybride de thé est issu du croisement de 'Charlotte Armstrong' x 'Show Girl'. Son buisson au port érigé peut s'élever de 80 cm à 100 cm de hauteur et s'étendre à 60 cm de largeur. Son feuillage est vert clair et semi-brillant. Ses fleurs très doubles (25 à 30 pétales) sont d'un jaune doré délicat au bord orangé et au diamètre de 5". Elles sont bien parfumées. 
Sa floraison maximale se déroule à la fin du printemps et au début de l'été, puis se reproduit dans une moindre mesure dans le courant de l'automne. Sa zone de rusticité atteint 6b. Son pied doit être protégé des hivers rigoureux.
'Sunset's Gold' remporte le prix All-America Rose Selections en 1950. C'est une rose largement répandue dans les différents catalogues de vente du monde.

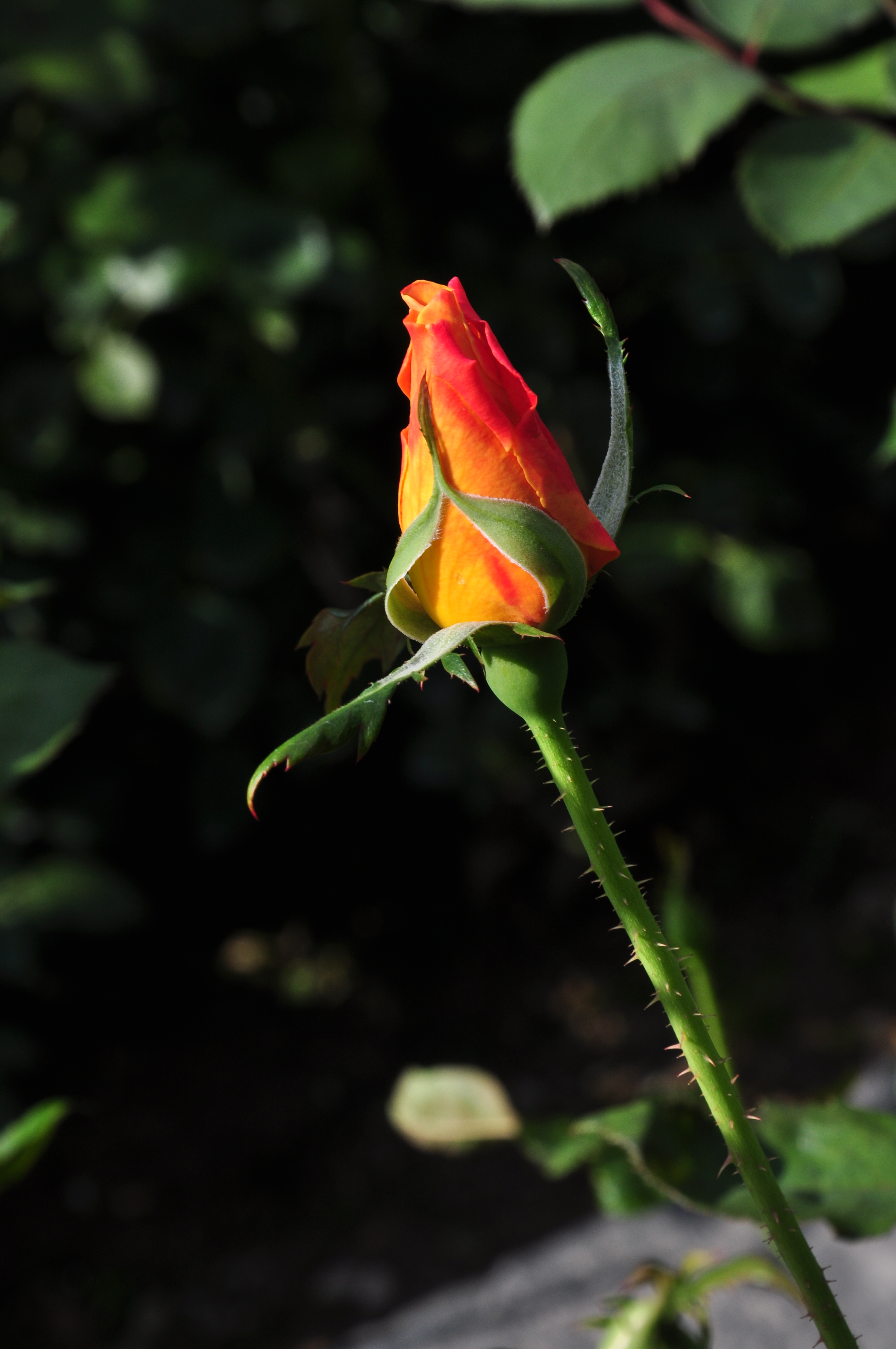
Bouton de 'Sutter's Gold' fin août
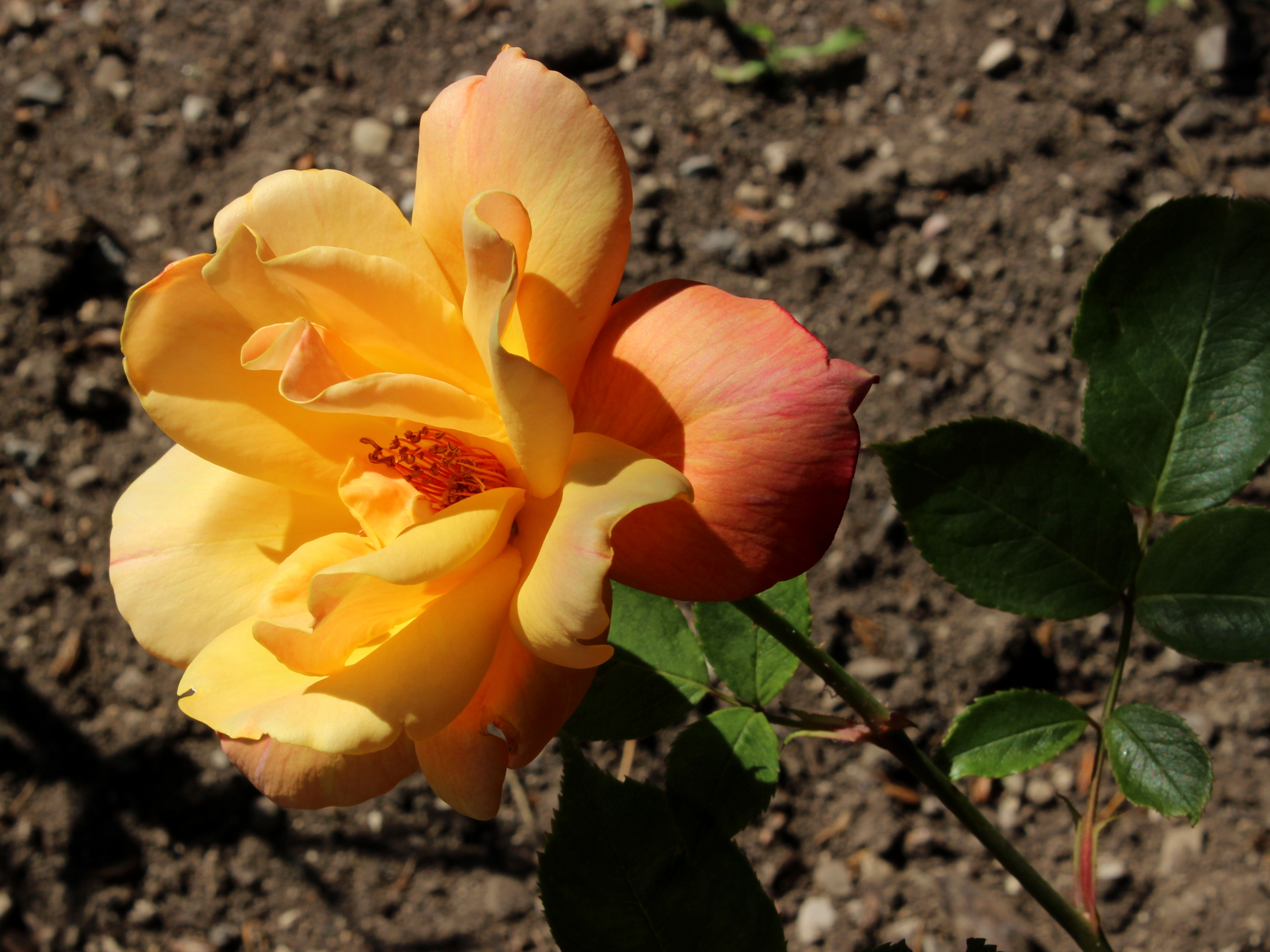
Rose 'Sutter's Gold' épanouie

## Descendants
Plusieurs variétés de rosiers modernes sont issues de 'Sunset's Gold', parmi lesquelles :

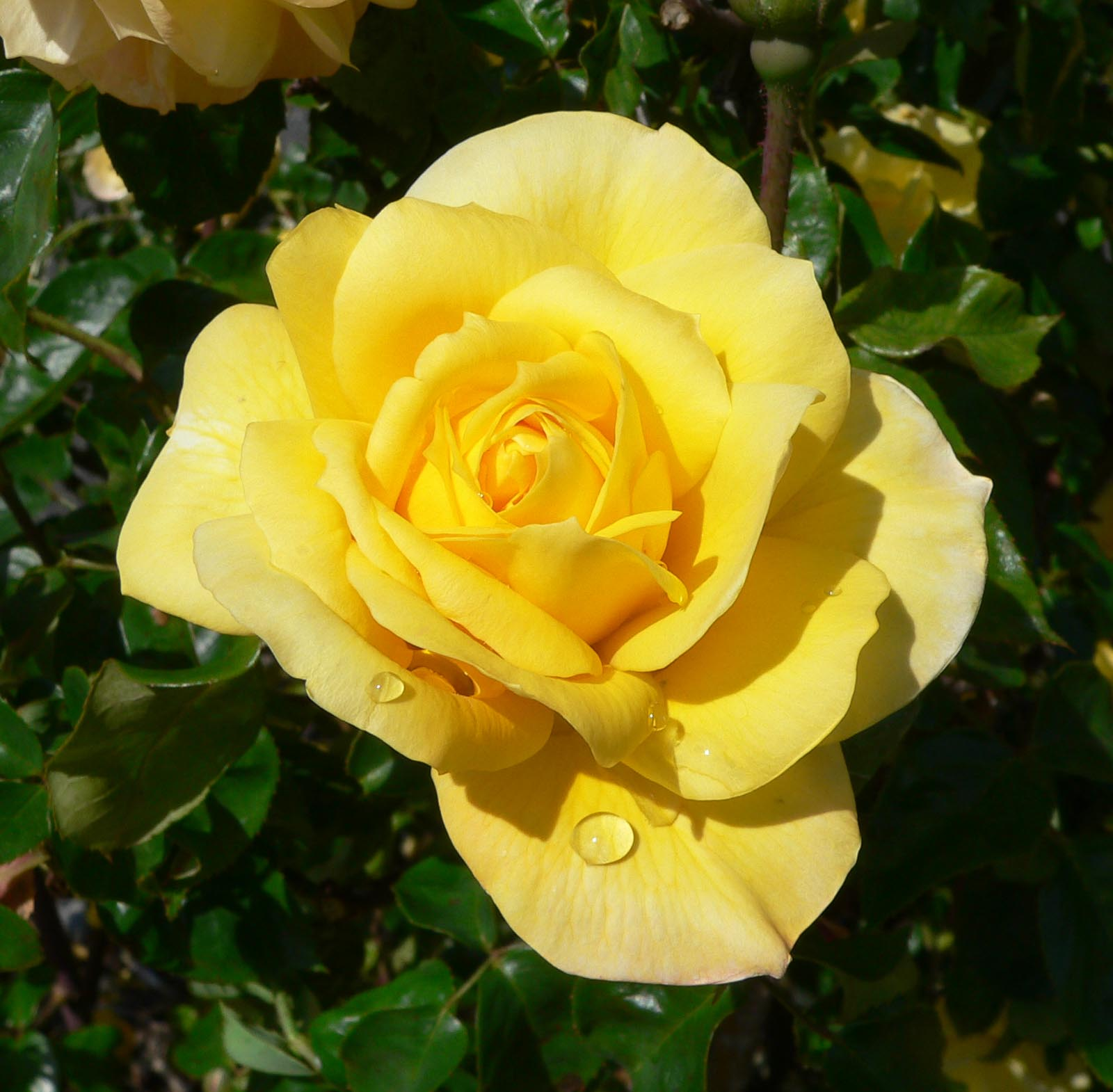
Rose 'Gold Glow' (Perry 1959), 'Fred Howard' x 'Sutter's Gold'
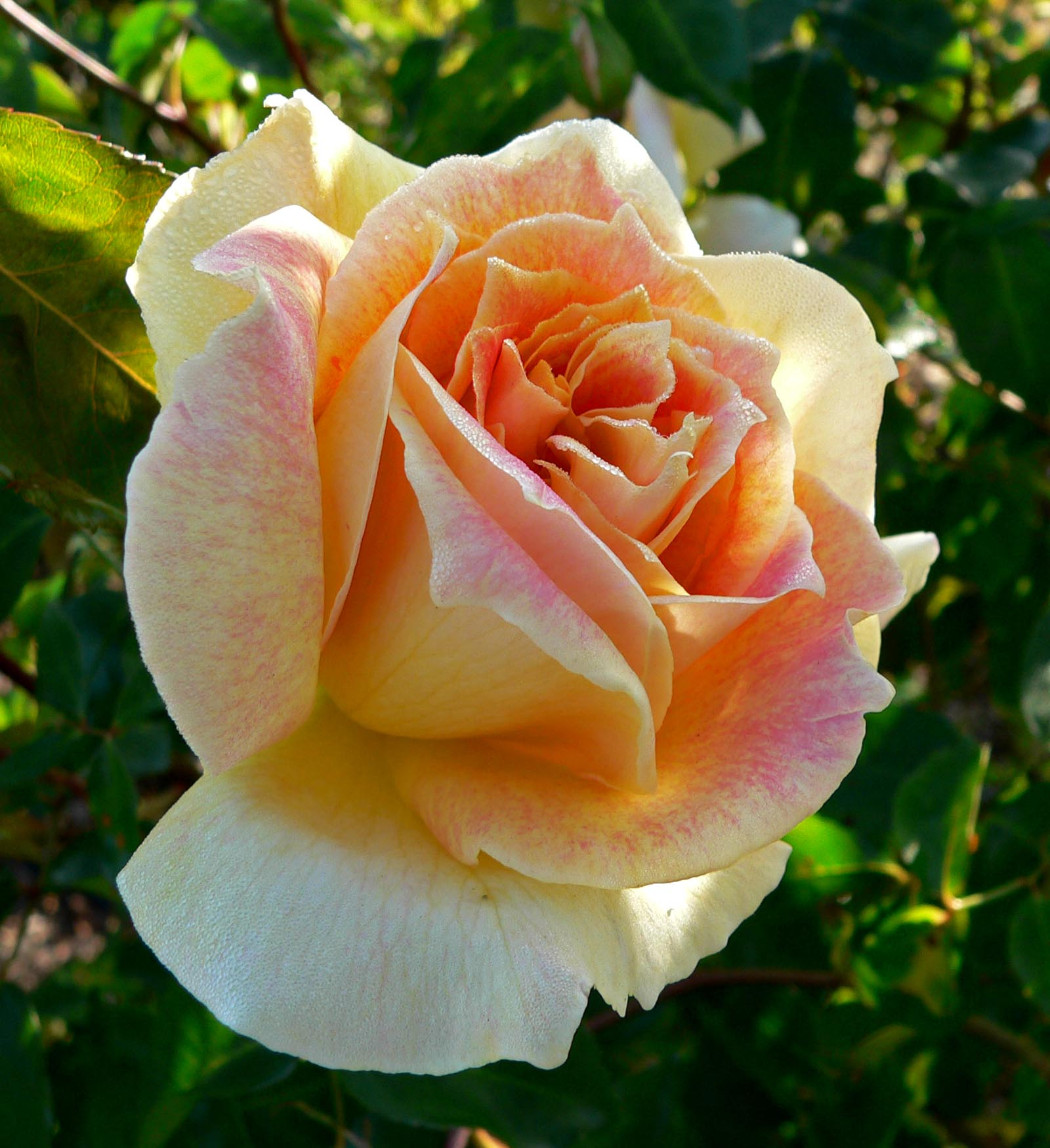
Rose 'Helen Hayes' (Brownell 1956), hybride de Rosa wichuraiana x 'Sutter's Gold'
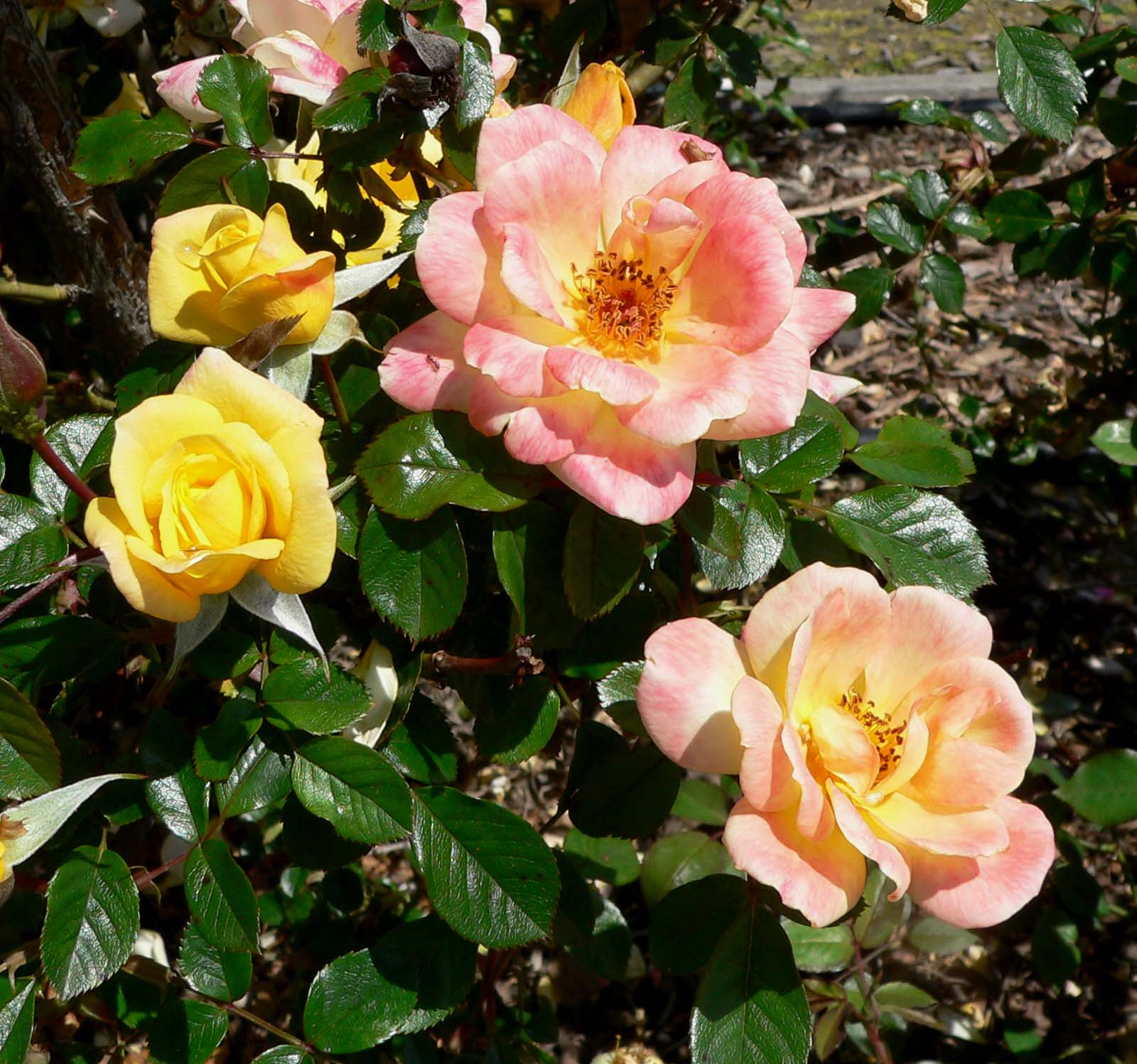
Rose 'Laura Ford' (Warner 1989), graines 'Anna Ford' 1980; pollen 'Elizabeth of Glamis' x ('Galway Bay x Sutter's Gold')
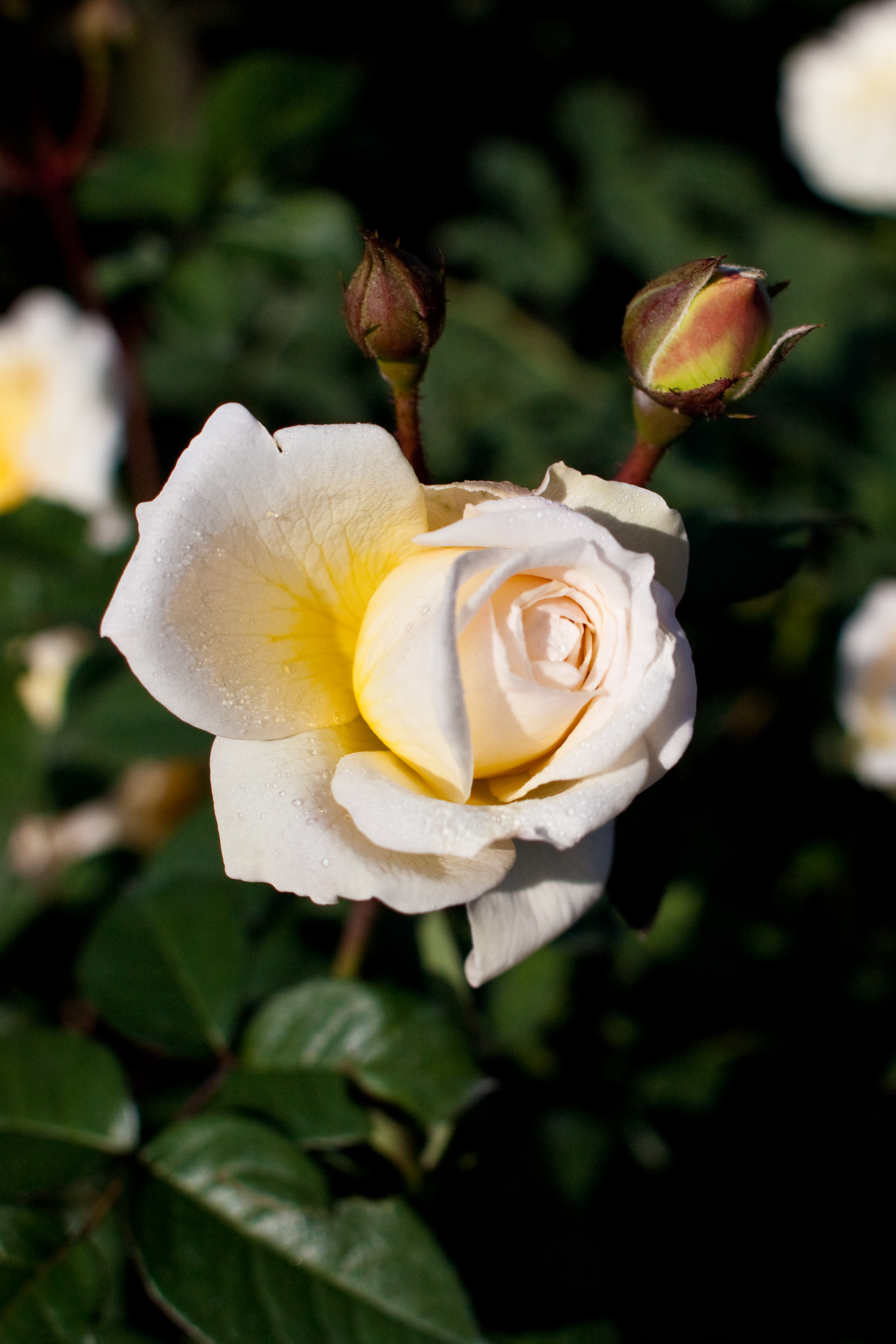
Rose 'Moonsprite' (Swim 1956), 'Sutter's Gold' x 'Ondine'
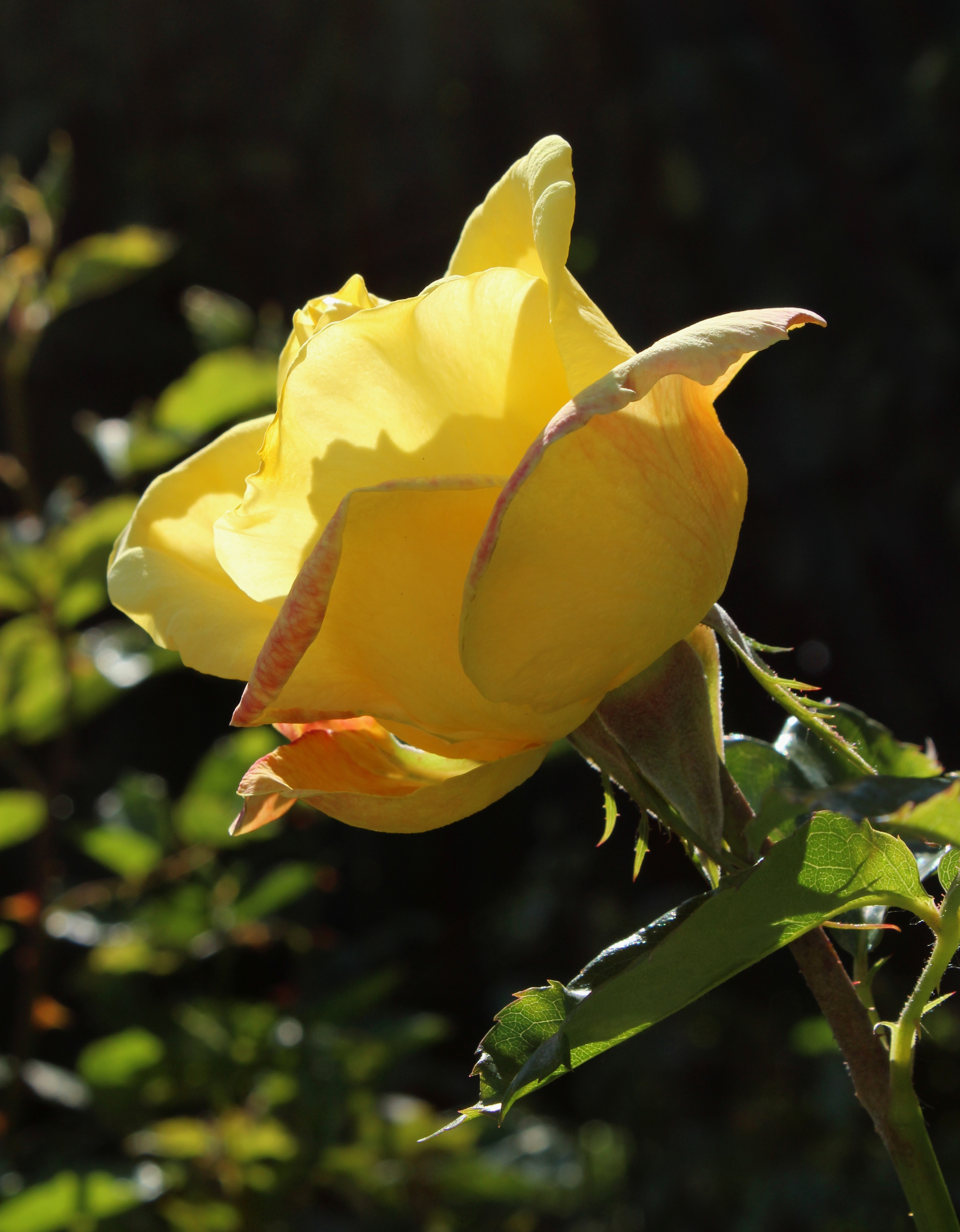
Rose 'Zitronenjette' (Kordes 1986), 'Sutter's Gold' x 'Sunblest'